# تشارلز جرين بوش
تشارلز جرين بوش (بالإنجليزية: Charles Green Bush)‏ هو رسام كارتون أمريكي، ولد في 1842 في بوسطن في الولايات المتحدة، وتوفي في 1909 في كامدن في الولايات المتحدة.

## معرض صور

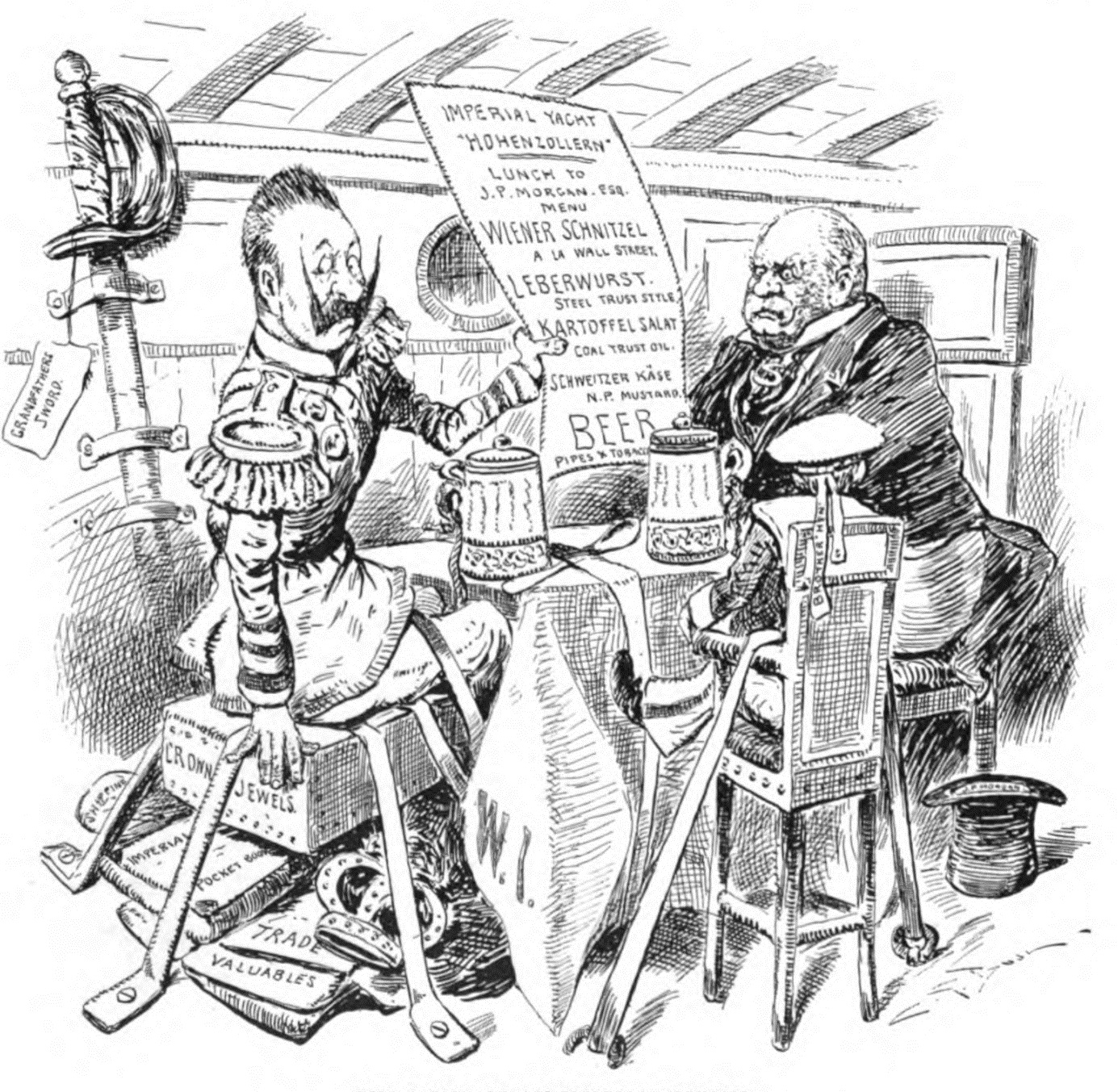
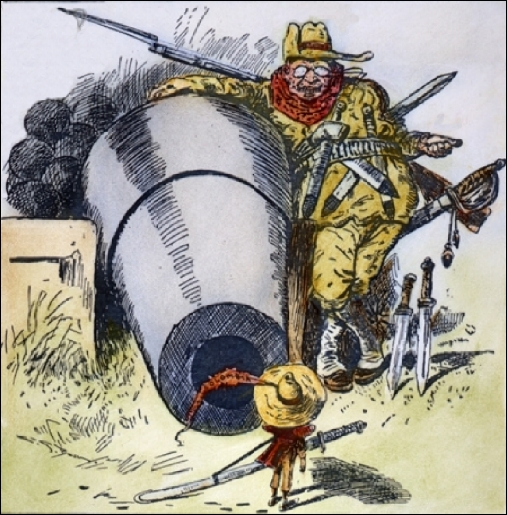
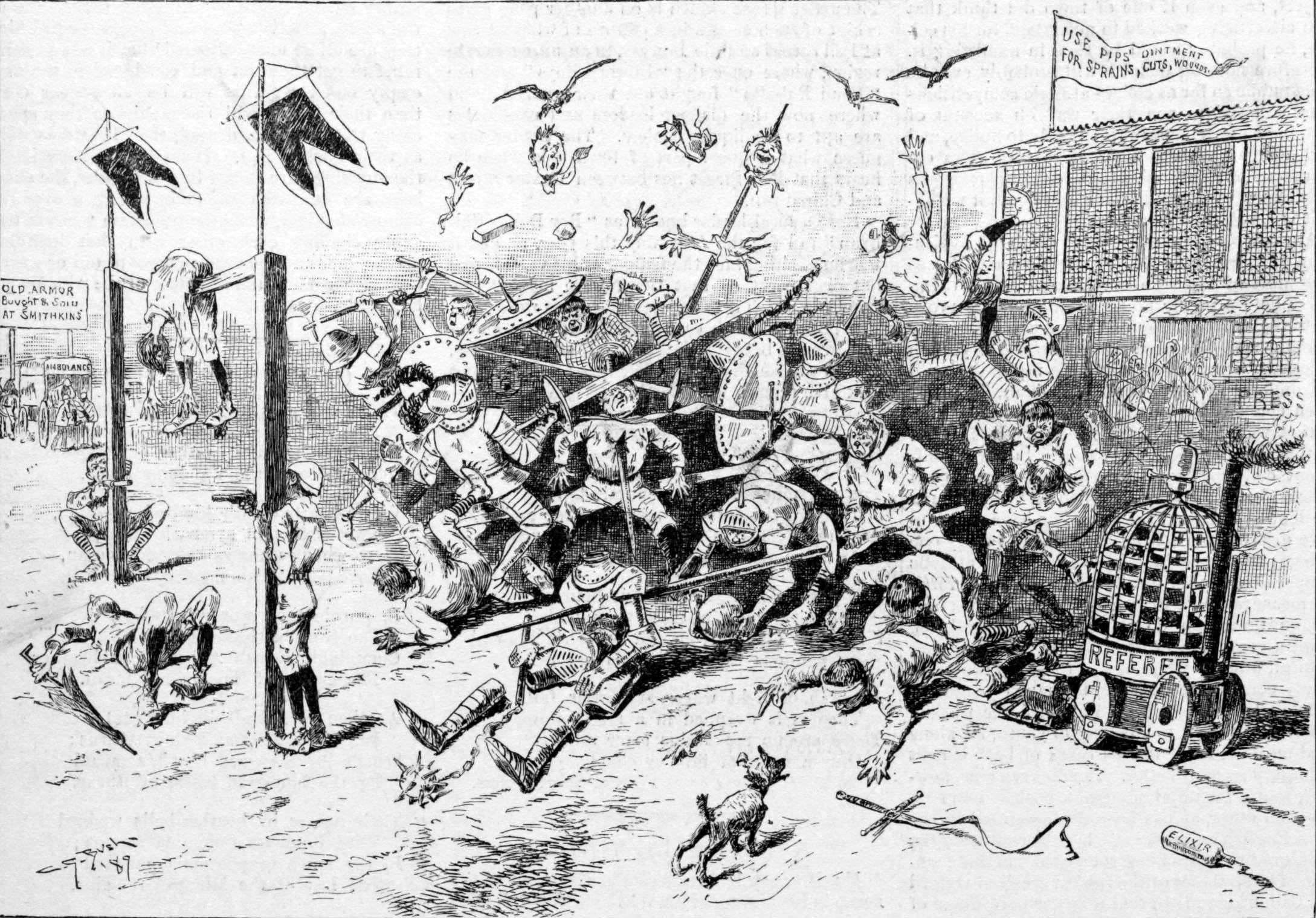